# John Graham (Fußballspieler, 1873)
John Graham (* 1873 in Northumberland; † unbekannt) war ein englischer Fußballspieler.

## Karriere
Graham kam im November 1893 vom Blyth FC aus seiner Heimatregion Northumberland als Testspieler nach Manchester zu Newton Heath, das in der Football League First Division spielte. Wenige Monate zuvor hatten die Heathians vom selben Klub bereits Joe Cassidy verpflichtet, der entscheidenden Anteil am Klassenerhalt 1893 hatte. Graham überzeugte die Verantwortlichen bei Newton Heath und erhielt einen Profivertrag. Nur wenige Tage später gab er am 11. November 1893 bei einem 1:0-Sieg –  einem von nur sechs Saisonsiegen – gegen die Wolverhampton Wanderers als Mittelstürmer sein Ligadebüt. Die Mittelstürmerposition wurde im Saisonverlauf ansonsten zumeist von Bob Donaldson bekleidet, Graham kam bis Januar 1894 in der Sturmreihe um John Peden und Alf Farman zu drei weiteren Einsätzen, blieb bei den drei Niederlagen aber ohne Torerfolg. Nachdem Newton Heath am Saisonende den letzten Tabellenplatz belegte und im „Test Match“ gegen den FC Liverpool, Tabellenerster der Second Division, mit 0:2 unterlag, stieg der Klub aus der First Division ab und Graham wurde über das Saisonende hinaus nicht verpflichtet.